# Jeremy Cijntje
Jeremy Cijntje (Dordrecht, 8 januari 1998) is een Nederlands-Curaçaos voetballer die als rechtsbuiten speelt.

## Carrière
Jeremy Cijntje speelde in de jeugd van ZBC '97, ZVV Pelikaan en FC Dordrecht. Hij zat op 4 november 2016 voor het eerst op de bank bij het eerste elftal, in de met 3-1 verloren uitwedstrijd tegen VVV-Venlo. Hij maakte zijn debuut voor FC Dordrecht op 14 april 2017, in de met 1-0 verloren uitwedstrijd in de Eerste divisie tegen Jong Ajax. Hij kwam in de 88e minuut in het veld voor Alessio Da Cruz. Hij maakte zijn basisdebuut voor Dordrecht op 5 mei 2018, in de return van de met 1-4 verloren play-offwedstrijd tegen SC Cambuur. Deze wedstrijd werd verrassend met 1-4 gewonnen door Dordrecht, waarna het na penalty's doorging. Cijntje scoorde in de 48e minuut de 1-1, zijn eerste doelpunt voor Dordrecht. Ook in de volgende ronde van de play-offs, tegen Sparta Rotterdam, wist hij te scoren. In het seizoen erna werd hij een vaste waarde, en scoorde hij negen goals in 34 wedstrijden. Dit leverde hem in 2019 een transfer op naar Heracles Almelo. Hier kwam hij weinig aan spelen toe, en werd zodoende de tweede helft van het seizoen 2020/21 aan KVRS Waasland - SK Beveren verhuurd. Hier speelde hij vijf wedstrijden, waarin hij niet scoorde. Waasland-Beveren degradeerde uit de Eerste Klasse A. Het seizoen erna, 2021/22, wordt Cijntje aan Roda JC Kerkrade verhuurd. Heracles Almelo haalde hem echter na een half seizoen al weer terug, om hem om 15 januari 2022 weer te verhuren. Ditmaal aan FC Den Bosch. Na de degradatie van Heracles Almelo wordt besloten dat hij definitief mag vertrekken. In september 2022 sloot hij aan bij het Noorse FK Jerv. Met deze club degradeerde hij uit de Eliteserien.

### Statistieken
| Seizoen                    | Club               | Competitie      | Competitie | Competitie | Beker | Beker | Overig | Overig | Totaal | Totaal |
| Seizoen                    | Club               | Competitie      | Wed.       | Dlp.       | Wed.  | Dlp.  | Wed.   | Dlp.   | Wed.   | Dlp.   |
| -------------------------- | ------------------ | --------------- | ---------- | ---------- | ----- | ----- | ------ | ------ | ------ | ------ |
| 2016/17                    | FC Dordrecht       | Eerste divisie  | 1          | 0          | 0     | 0     | —      | —      | 1      | 0      |
| 2017/18                    | FC Dordrecht       | Eerste divisie  | 2          | 0          | 0     | 0     | 3      | 2      | 5      | 2      |
| 2018/19                    | FC Dordrecht       | Eerste divisie  | 34         | 9          | 1     | 0     | —      | —      | 35     | 9      |
| 2019/20                    | FC Dordrecht       | Eerste divisie  | 4          | 0          | 0     | 0     | —      | —      | 4      | 0      |
| 2019/20                    | Heracles Almelo    | Eredivisie      | 9          | 0          | 2     | 0     | —      | —      | 11     | 0      |
| 2020/21                    | Heracles Almelo    | Eredivisie      | 7          | 0          | 1     | 0     | —      | —      | 8      | 0      |
| 2020/21                    | → Waasland-Beveren | Eerste klasse A | 4          | 0          | 1     | 0     | 0      | 0      | 5      | 0      |
| 2021/22                    | → Roda JC Kerkrade | Eerste divisie  | 10         | 0          | 2     | 0     | —      | —      | 12     | 0      |
| 2021/22                    | → FC Den Bosch     | Eerste divisie  | 16         | 1          | 0     | 0     | —      | —      | 16     | 1      |
| 2022                       | FK Jerv            | Eliteserien     | 8          | 0          | 0     | 0     | —      | —      | 8      | 0      |
| 2023                       | FK Jerv            | 1. divisjon     | 9          | 0          | 0     | 0     | —      | —      | 9      | 0      |
| Carrièretotaal             | Carrièretotaal     | Carrièretotaal  | 104        | 10         | 7     | 0     | 3      | 2      | 114    | 12     |
| Bijgewerkt op 23 juni 2023 |                    |                 |            |            |       |       |        |        |        |        |